# Miniatura hindú

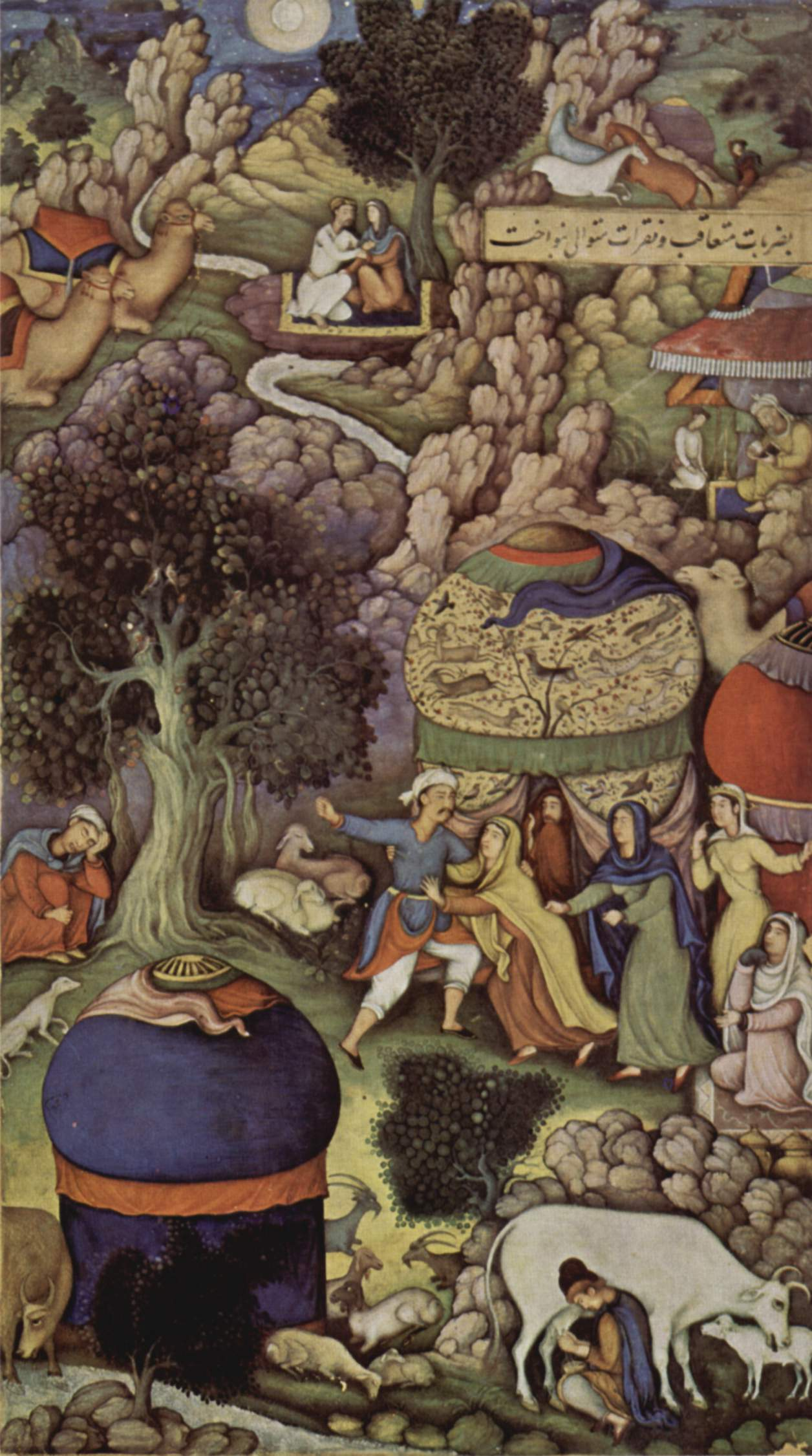
La historia de la esposa infiel. Folio 42a del manuscrito encargado por el emperador mogol Akbar (1542-1605), que contiene historias del poeta persa Jami (1414-1492), titulada Baharistan (Jardín de la primavera), ilustrada con pinturas en miniatura de los artistas de la corte mogol.

El arte de la miniatura hindú tiene sus orígenes en los libros ilustrados realizados para la recopilación de la literatura india durante el Imperio Gupta de los siglos IV y V. Sus modelos se pueden hallar en las pinturas murales, como las de Ajanta, aunque no se ha conservado ningún ejemplar completo conocido. Sería la posterior influencia turca la que favorecería la difusión del miniaturismo persa en la India.

## Inicios
Es del siglo VIII algún fragmento y ya del siglo XI las páginas completas de unos libros fabricados en hoja de palmera para escribir textos generalmente de contenido religioso, como los manuscritos budistas de Bengala. La composición de los libros impone que sea de un formato más bien alargado, estrecho y con escasas ilustraciones de pequeño formato, intercaladas entre el texto. Los colores utilizados principalmente son el azul índigo, el rojo bermellón, el amarillo, el blanco y el verde. Las miniaturas son de tal finura de sus detalles que, en algunos casos, solo pueden ser observadas con el uso de una lupa.
En Gujarat fueron los comerciantes jainas los que potenciaron la realización y consulta de libros sagrados, como el Kalpasutra (h. 1439 gouache sobre hoja de palmera, del Museo Nacional de Nueva Delhi), lo que dio impulso al arte del libro, con sus ilustraciones en miniaturas. El objetivo de estos libros es fundamentalmente religioso y no como expresión estética. Los más antiguos son del siglo XII-XIII similares a los manuscritos bengalíes, aunque con mayor frontalismo y hieratismo en las figuras. El siglo XIV generalizará el uso del papel como soporte, con las ventajas de un mayor formato, un incremento de los registros pictóricos y una variedad más rica de colores, incluyendo el oro y la plata.
Los siglos XV y XVI vieron la emulación de artífices hindúes de los comerciantes jainas, en algunos de los principados como Gujarat o Rajasthan, con ejemplos como el Vasanta-Vilasa, un poema de amor, el Gita-Govinda, de temática similar aunque con protagonista divino o el Bhagavata-Parana.
Es en el texto denominado Charaponchasika, de la Escuela de Mevar (h. 1500, en gouache sobre papel, de la colección N. C Metha de Bombay) donde se ocupa ya toda la página con la ilustración miniada, limitando la escritura a una estrecha estela y ocupando todo su contenido con dibujos de líneas precisas, figuras muy expresivas y de colores luminosos.

## Época de máximo esplendor
El reinado del emperador mogol Akbar (1556-1605) promueve un largo periodo de paz donde se alcanza el punto álgido de la miniatura hindú, en ejemplos como la Miniatura del Akbar Nama (gouache sobre papel, en la India Office Library de Londres). Su carácter tolerante animó a multitud de pintores hindúes a engrosar las filas de la academia mogol, mezclando la técnica persa de la miniatura con la escenografía mogol, como en la miniatura del Jahangir Nama (1605-1627, gouache y oro sobre papel, de la Freer Gallery of Art de Washington). Estos pintores difundirán sus conocimientos lo que ocasiona el periodo de máximo esplendor de la miniatura hindú de los siglos XVII y XVIII, de sabor eminentemente indio con influencias persas, mogoles y occidentales. A la muerte del emperador Akbar, se habían iluminado durante su reinado unos 24 000 manuscritos.

## Decadencia
El siglo XIX viene aparejado a las inestabilidades políticas ocasionadas por los contactos y conflictos con las potencias europeas que dan inicio a un periodo de decadencia de toda la cultura india, y también de la miniatura hindú, en detrimento de una hipotética superioridad del arte británico, quien paradójicamente se convirtió en imitador, acaparando y expoliando bibliotecas enteras de libros con ilustración miniada, como la de la India Office Library de Londres o la British Library de Londres.

## Fuente
- García-Ormaechea, Carmen (2003). «La miniatura hindú». Historia del Arte. ISBN 84-206-9481-9.